# Hunger (Odenthal)
Hunger ist ein Ortsteil in Oberodenthal in der Gemeinde Odenthal im Rheinisch-Bergischen Kreis. Er liegt an der Scheurener Straße östlich von Altenberg.

## Geschichte
Hunger hat seinen Namen von dem früher bekannten Begriff Nachtweide für das Vieh.
Die erstmalige Erwähnung stammt von 1586. Dabei handelt es sich um eine Steuerliste des Amtes Porz, in der ein Friedrich zum Hunger aufgeführt wird, der seinen Wohnsitz in der Honschaft Scherf hatte. Die Ortschaft war zu dieser Zeit Teil der Honschaft Scherf.
Um 1600 gerieten die Eheleute Johann und Drutgen Knevell zu Hunger in große Not. Die Schulden wuchsen ihnen über den Kopf, so dass Johann Knevell in den Schuldturm eingesperrt wurde. Sein Freund Peter Reiffen hinterlegte 130 Taler und befreite ihn aus dieser misslichen Lage. Im Gegenzug verpachteten die Eheleute Knevell ihren Hof zum Hunger für eine jährliche Pachtsumme von 10 Talern an die Eheleute Reiffen auf 13 Jahre. Damit waren die Schulden wieder abgedient.
Für das Jahr 1791 wurde eine Liste von Kurmutpflichtigen Höfen und Gütern veröffentlicht, in der auch Hunger erwähnt wird, das zur Honschaft „Scherven“ gehörte. Die Topographia Ducatus Montani des Erich Philipp Ploennies, Blatt Amt Miselohe, belegt, dass der Wohnplatz 1715 als zwei Höfe kategorisiert wurde und mit Hunger bezeichnet wurde.
Carl Friedrich von Wiebeking benennt die Hofschaft auf seiner Charte des Herzogthums Berg 1789 als Hunger. Aus ihr geht hervor, dass Hunger zu dieser Zeit Teil von Oberodenthal in der Herrschaft Odenthal war.
Unter der französischen Verwaltung zwischen 1806 und 1813 wurde die Herrschaft aufgelöst. Hunger wurde politisch der Mairie Odenthal im Kanton Bensberg zugeordnet. 1816 wandelten die Preußen die Mairie zur Bürgermeisterei Odenthal im Kreis Mülheim am Rhein.
Der Ort ist auf der Topographischen Aufnahme der Rheinlande von 1824, auf der Preußischen Uraufnahme von 1840 und ab der Preußischen Neuaufnahme von 1892 auf Messtischblättern regelmäßig als Hunger verzeichnet.
| Jahr | Einwohner | Wohn- gebäude | Kategorie  |
| ---- | --------- | ------------- | ---------- |
| 1822 | 5         |               | Ackergut   |
| 1830 | 8         |               | Ackergut   |
| 1845 | 26        | 3             | Ackergüter |
| 1871 | 11        | 2             | Hofstelle  |
| 1885 | 8         | 2             | Ortschaft  |
| 1895 | 9         | 3             | Ortschaft  |
| 1905 | 17        | 2             | Ortschaft  |